# Tomentella fungicola
Tomentella fungicola är en svampart som först beskrevs av Viktor Litschauer, och fick sitt nu gällande namn av M.J. Larsen 1974. Tomentella fungicola ingår i släktet Tomentella och familjen Thelephoraceae.   Inga underarter finns listade i Catalogue of Life.